# Villefranche-d’Albigeois
Villefranche-d’Albigeois (okzitanisch: Vilafranca d’Albigés) ist eine französische Gemeinde mit 1.235 Einwohnern (Stand: 1. Januar 2022) im Département Tarn in der Region Okzitanien (vor 2016: Midi-Pyrénées). Cambon gehört zum Arrondissement Albi und zum Kanton Le Haut Dadou. Die Einwohner werden Villefranchois genannt.

## Lage
Villefranche-d’Albigeois liegt etwa zehn Kilometer ostsüdöstlich von Albi. Der Tarn begrenzt die Gemeinde im Norden, im Zentrum entspringt sein späterer Zufluss Caussels und im Süden verläuft der Assou zum Fluss Dadou. Umgeben wird Villefranche-d’Albigeois von den Nachbargemeinden Sérénac im Norden, Ambialet im Osten und Nordosten, Le Fraysse im Osten, Paulinet im Südosten, Teillet im Süden, Terre-Clapier im Südwesten, Mouzieys-Teulet im Westen und Südwesten sowie Bellegarde-Marsal im Westen und Nordwesten. 
Durch die Gemeinde führt die frühere Route nationale 99 (heutige D999).

## Bevölkerungsentwicklung
| Jahr                       | 1962 | 1968 | 1975 | 1982 | 1990 | 1999 | 2006 | 2018 |
| Einwohner                  | 812  | 783  | 789  | 850  | 898  | 957  | 1030 | 1250 |
| Quellen: Cassini und INSEE |      |      |      |      |      |      |      |      |

## Sehenswürdigkeiten
- Kirche Mariä Geburt (Église de la Nativité-de-Notre-Dame) aus dem Jahre 1896

## Persönlichkeiten
In Villefranche-d’Albigeois geboren wurden:
- Jules Rossignol (1869–1955), Fechter
- Guy Guillabert  (1931–2009), Ruderer